# Kurt Meisel
Kurt Meisel, nato Kurt Franz-Joseph Meisel (Vienna, 18 agosto 1912 – Vienna, 4 aprile 1994), è stato un attore e regista austriaco.

## Filmografia
La filmografia - basata su IMDb - è completa.

### Attore
- Klein Dorrit, regia di Carl Lamac (1934)
- Ehestreik, regia di Georg Jacoby (1935)
- La nona sinfonia (Schlußakkord), regia di Detlef Sierck (Douglas Sirk) (1936)
- Il concerto di corte (Das Hofkonzert), regia di Detlef Sierck (Douglas Sirk) (1936)
- Die göttliche Jette, regia di Erich Waschneck (1937)
- Die ganz großen Torheiten, regia di Carl Froelich (1937)
- Liebe kann lügen, regia di Heinz Helbig (1937)
- Spiel auf der Tenne, regia di Georg Jacoby (1937)
- Andere Welt, regia di Marc Allégret e Alfred Stöger (1937)
- Der Schimmelkrieg in der Holledau, regia di Alois Johannes Lippl (1937)
- Kristall oder Porzellan, regia di Alfred Stöger (1937)
- Un'ora di felicità (Frau Sylvelin), regia di Herbert Maisch (1938)
- Nanon, regia di Herbert Maisch (1938)
- Das Ekel
- Notte romantica (Eine Frau wie Du), regia di Viktor Tourjansky (1939)
- Die hundert Mark sind weg, regia di Jürgen von Alten (1939)
- Das große Los, regia di Alfred Stöger (1939)
- Eine kleine Nachtmusik, regia di Leopold Hainisch (1940)
- Il ribelle della montagna (Der Feuerteufel), regia di Luis Trenker (1940)
- L'amante casta (Die keusche Geliebte), regia di Viktor Tourjansky (1940)
- Per la sua felicità (Der Weg ins Freie), regia di Rolf Hansen (1941)
- Uomini nella tempesta (Menschen im Sturm), regia di Fritz Peter Buch (1941)
- Il grande re (Der große König), regia di Veit Harlan (1942)
- Der Fall Rainer, regia di Paul Verhoeven (1942)
- La città d'oro (Die goldene Stadt), regia di Veit Harlan (1942)
- La cittadella degli eroi (Kolberg), regia di Veit Harlan e Wolfgang Liebeneiner (1945)
- Wozzeck, opera lirica
- Verspieltes Leben
- Liebe auf Eis
- Der Teufel führt Regie
- Bis wir uns wiedersehn
- Berlino polizia criminale
- Ein toller Tag
- Emil und die Detektive, regia di Robert A. Stemmle (1954)
- Donne da vendere
- Gestatten, mein Name ist Cox
- Accadde il 20 luglio, regia di Georg Wilhelm Pabst (1955)
- Unternehmen Schlafsack
- Due occhi azzurri
- Das Sonntagskind
- Vater sein dagegen sehr
- Drei Mann auf einem Pferd
- La gatta
- Tempo di vivere (A Time to Love and a Time to Die), regia di Douglas Sirk (1958)
- Un posto in paradiso
- Romarey: operazione mazaref
- Dorothea Angermann
- Il giorno più lungo (The Longest Day), regia di Ken Annakin, Andrew Marton, Bernhard Wicki (1962)
- Zwei Girls vom roten Stern
- Der Kongreß amüsiert sich
- La spietata legge del ribelle (Michael Kohlhaas - Der Rebell), regia di Volker Schlöndorff (1969)
- Michel Strogoff, corriere dello zar
- Dossier Odessa, regia di Ronald Neame (1974)
- Bitte laßt die Blumen leben, regia di Duccio Tessari (1986)

### Regista
- Tragödie einer Leidenschaft
- Verspieltes Leben
- Liebe auf Eis
- Der Teufel führt Regie
- Die Todesarena
- Das Sonntagskind
- Vater sein dagegen sehr
- Drei Mann auf einem Pferd
- Le veneri del peccato
- Kriegsgericht
- Liebe verboten - Heiraten erlaubt
- La mano rosa
- Der Verschwender

## TV
- Meuterei auf der Caine (tv movie)
- Geschlossene Gesellschaft
- Der Weg ist dunkel
- Leutnant Gustl
- Spiel im Morgengrauen
- Actis
- Thomas More
- Der Koffer, episodio della serie tv Das Kriminalmuseum (1965)
- Oberst Wennerström
- Rückkehr von Elba
- Haus Herzenstod (1968)
- Kündigungen
- Hier bin ich, mein Vater
- Königin Christine
- Ein Anteil am Leben, episodio della serie tv Der Kommissar (1974)
- Ein Toter fällt vom Himmel, episodio della serie tv Der kleine Doktor (1974)